# 니얼굴
니얼굴(Please Make Me Look Pretty)은 한국에서 제작된 서동일 감독의 2020년 다큐멘터리 영화이다. 정은혜 등이 주연으로 출연하였다. 행복을 쫓는 한 아티스트의 이야기를 다루고 있다.

## 출연

### 주연
- 정은혜
- 장차현실